# James Fitzjames Stephen
James Fitzjames Stephen, född den 3 mars 1829 i London, död den 11 mars 1894 i Ipswich, var en engelsk rättslärd. Han var sonson till parlamentsledamoten James Stephen, son till ämbetsmannen James Stephen och far till poeten James Kenneth Stephen.
Stephen var först praktiserande advokat och publicist och som medlem av indiska rådet 1869-72 ledare och reformator av Indiens rättsväsen. Åren 1879-91 var han domare vid High Court of Justice. Bland Stephens straffrättsliga arbeten och editioner, som räknas till den engelska lagkunskapens klassiska verk, märks A general view of the criminal law of England (1863; 2:a upplagan 1890) samt framför allt Digest of the criminal law (1877, 6:e upplagan 1904), en grundläggande framställning av Englands då gällande straffrätt, och den stort anlagda History of the criminal law of England (3 band, 1883), som trots vissa ojämnheter är att anse som ett standardverk. Vidare utgav han Digest of the law of criminal procedure (tillsammans med sonen Herbert Stephen, samma år), The indian evidence act och Digest of the law of evidence (1876; 6:e upplagan utgiven av sönerna Herbert och Harry Lushington Stephen, 1904) I den på sin tid uppseendeväckande och vitt spridda skriften Liberty, equality, fraternity (1873; 2:a upplagan 1874) polemiserade Stephen mot John Stuart Mills nyutilitarism. Han fick sin levnadsteckning av brodern Leslie Stephen 1895.